# Mont Curwood
Le mont Curwood, culminant à 603 mètres d'altitude dans L'Anse Township du comté de Baraga, est le second sommet le plus élevé de l'État américain du Michigan.
Le mont Curwood se situe dans les montagnes de Huron, dans la péninsule supérieure de l'État. Nommé en l'honneur de l'auteur James Oliver Curwood, le mont Curwood a été longtemps indiqué comme le point le plus élevé du Michigan jusqu'à ce qu'une nouvelle estimation avec de nouveaux moyens de mesure en 1982 ait déterminé que son voisin, le mont Arvon, est légèrement plus élevé que le mont Curwood.